# Song of the Shrimp
Song of the Shrimp ("La canción del camarón") es uno de los temas de la banda sonora de la película Girls, Girls, Gils, grabada por Elvis Presley para dicha película en 1962. La canción fue compuesta por la dupla Sid Tepper y Roy C. Bennett y es la única canción de la película que tiene ciertas reminiscencias con la música tradicional de Hawaii. En el mercado europeo Song of the Shrimp fue la cara B de un sencillo editado allí por RCA con el tango The Walls Have Ears ("Las paredes tienen oídos") en su cara A 

## Grabación
Elvis no se sentía a gusto con la dirección que estaba tomando su carrera, donde por cuestiones argumentales de la película debía de cantarle a un camarón, aunque la banda sonora iba a incluir una canción que entraría en varias listas de éxitos a nivel mundial, que era Return To Sender.
Song of the Shrimp había sido compuesta por Tepper y Bennet  dos de los compositores que se habían encargado de escribir muchos de los temas musicales con estilo tradicional hawaiano para la película y álbum correspondiente, Blue Hawaii, los cuales habían resultado ser exitosos el año anterior y en cierta medida llevaron al mánager de Elvis y los directivos de RCA a tratar de repetir ese mismo éxito,  al igual que sucedería años más tarde con Paradise Hawaiian Style.
Aunque la película está rodada en Hawaii, musicalmente hablando Song of the Shrimp es la única canción de la banda sonora que tiene ciertos elementos que la acercan a la música hawaiana, como los arreglos corales, las percusiones y una letra que al igual que la música tradicional de esas islas, narra sobre cuestiones de la vida diaria de los isleños. 
Elvis grabó el tema durante las sesiones de grabación del día 27 de marzo de 1962 en los estudios Radio Recorders de Hollywood, California, para luego trasladarse a Hawaii y dedicarse por completo a la parte actoral. Con coros a cargo del grupo vocal The Jordanaires, el set percusivo contó con tres músicos diferentes, por un lado el baterista D.J. Fontana, que acompañaba a Elvis prácticamente desde los inicios de su carrera musical, y por otro Hal Blaine y Bernie Mattinson. El saxofonista Boots Randolph se encargó de tocar el vibráfono en este tema.

## Escena de la película
Presley interpreta la canción Song of the Shrimp mientras parte junto a un grupo de pescadores a bordo de un barco pesquero en un día habitual de trabajo. Durante la travesía él comienza a entonar la canción acompañándose de una guitarra acústica a lo cual se suman algunos de sus compañeros con instrumentos musicales de percusión. 

## Ediciones
- Girls! Girls! Girls! (álbum) RCA 1962
- The Walls Have Ears / Song of the Shrimp  (sencillo edición europea) RCA 1963 [7]
- Kid Galahad / Girls! Girls! Girls! (álbum doble)  RCA 1993 [8]